# متال گیر سالید: پرتابل آپس
متال گیر سالید: پرتِبل آپس (به ژاپنی: メタルギアソリッド ポータブルオプス، به انگلیسی: Metal Gear Solid: Portable Ops) یا به اختصار MGO، یک بازی ویدئویی در سبک اکشن-ماجراجویی مخفی‌کاری از مجموعه بازی‌های متال گیر به نویسندگی گاکوتو میکومو و کارگردانی ماساهیرو یاماموتو است که توسط کوجیما پروداکشنز توسعه یافته و به‌وسیلهٔ شرکت کونامی در سال ۲۰۰۶ برای پلی‌استیشن همراه منتشر شده است. متال گیر سالید: پروتِبل اپس ادامه‌ای از دو نسخهٔ پیشین یعنی پسران آزادی و متال گیر: اسنیک ایتر است.

## بازتاب‌ها
| گردآورنده  | امتیاز |
| ---------- | ------ |
| گیم‌رنکینگز | ۸۶٫۹۵٪ |

| ناشر         | امتیاز |
| ------------ | ------ |
| یوروگیمر     | ۹/۱۰   |
| گیم اینفورمر | ۹/۱۰   |
| گیم‌پرو       | ۴/۵    |
| گیم‌اسپات     | ۹/۱۰   |
| گیم‌اسپای     | ۵/۵    |
| گیم‌زون       | ۹/۱۰   |
| آی‌جی‌ان       | ۹/۱۰   |

## معادل‌های انگلیسی
1. ↑  Masahiro Yamamoto
2. ↑  Noriaki Okamura
3. ↑  Gakuto Mikumo

## پوند به بیرون
- Official MPO website
- Official MPO+ website
- Metal Gear Solid: Portable Ops در کرلی
- Metal Gear Solid: Portable Ops Plus در کرلی